# 天保通寶
天保通宝（日语：〔〕 Tenpō tsuhou）是江户时代末期至明治初期在日本流通的硬币。也称为天保錢（日语：〔〕 Tenpōsen）。形状为椭圆形銅幣，中央開有一个方孔，一面寫有天保通寶，而另一面的上半部則有「當百」字樣，下半部則印有金座後藤家的花押。該硬幣的主要材料為銅，並加上铅和锡所製成的合金硬幣。一枚重量为5.5匁（约20.6克）。尺寸约为高50毫米（1寸6分5厘）、宽30毫米（1寸1分）  。

## 概述
該硬幣鑄造于1835年（天保6年）。該货币的法定价值为100文，因而被称为“當百錢”，但实际上是當作80文的價值流通的。无论如何，从数量上看，该硬币不值其面值（100枚一文錢的宽永通寶），并且造成了经济混乱，且出現了一系列的假币。明治维新后也曾流通，但于1891年12月31日正式停止流通 ，并于1896年底（明治29年）停止与新币兑换  。
明治时代后，日本陆军大学校毕业生所佩戴的徽章因酷似天保通寶，因此也被称为“天保錢组”。另一方面，在新的货币制度兌換下，一枚天保通宝的價值僅能兑换成8厘（1枚1文錢的宽永通宝铜币=1厘），連一錢都不到。因此在當時，無法適應新時代或缺乏適應新時代能力的人有時會被戲稱為“天保錢”。明治初期，出现了类似现代百元商店的“8厘均一”或“2銭8厘均一”等名稱，这些名稱都是源自於天保通寶的8厘價值。
根據《明治財政史》中记载，从1877年（明治10年）到1897年9月（明治30年）間因不便流通而被收集並重鑄的貨幣有： 5錢硬幣、2钱硬幣、天保通宝及文久永宝四種。
据估计，迄今为止，天保通宝尚存有 1 亿至 2 亿枚，且不包括那些已被回收和重鑄的硬幣。

## 公鑄幣
為了應對讓銀座變得富有的黃銅四文錢的成功，擔任金座的後藤三右衛門光亨產生了發行高面值硬幣的想法。 因此，天保通寶是由金座主導發行的的。
规定重量为5匁5分，规定成色为铜78%、铅12%、锡10%，但根据明治造币局的分析，其成分為银0.037%、铜81.307 % 、铅9.742%、锡8.261%、铁0.056%、锌0.193%、锑0.035%、砷0.182%和硫0.084%。
1835年（天保6年）6月15日开始铸造，同年9月2日发行，次年1836年（ 天保7年）12月停铸。 直到1837年8月才重新开始重鑄，至1842年1月13日铸造量为10,024,500枚，天保时代共计39,735,200枚  。还有一种说法是，1866年至13年间铸造总量为39,732,200枚  。其中任何一个應該都是对“五”和“二”的误读，并且印刷错误。天保时代幕府通过铸造获得的利润为180,800两 。
1847年10月18日（弘化四年）恢复铸造，此后数量大幅增加，到萬延时代达到顶峰。从1865年 (應慶元年) 11月起，在大阪难波设立的銀座开始铸造，一直持续到1868年 (應慶4年) 1月、大政奉还後，新政府設立的貨幣司在1868年 (慶應4年) 4月23日到1870年 (明治3年) 8月5日共铸造了63,913,752枚，铸造总量在天保6年間据说高達484,804,054枚 。
明和时代以后，由于宽永通宝鐵一文幣和黄铜四文币的大量发行，钱币的市场价格下降，而天保通宝的发行则加速了这种下降。因此，为了防止钱币价格下跌，幕府于天保13年8月签订了每一两等同6500文的合约作为市场价格 ，并一度稳定在6000〜7000文左右。但是到了幕府末期，應慶年間的時代由於大量鑄造發行，最終突破了一兩兌換10000文。
另外，从安政时代开始，宽永通宝铜1文、铁1文、黄铜4文的價值就與面值出现了明显的差异。 1862年，幕府再次發布要求接受天保通寶为100文币的通知，但市場上還是很难接受將它以等同於100文的價值流通。1865年，幕府別無選擇，只能以“鐵1文錢=1文”、“天保通寶=100文”的標準批准了以下的“兌換機制”。  。
- 宽永通寶一文錢或耳白錢：6 文
- 其他的寛永通寶銅一文銭：4 文
- 宽永通寶黄铜四文錢：12 文
- 文久永寶四文錢：8 文

而這次庆应义塾元年的修改也受到了批评，硬币和硬币价格的修订导致价格进一步上涨 。另外，在铜币减少到12文的同时，天保錢的价值也相对降低，因为天保錢仍保持不变。 
在公鑄版的硬幣中，有“長郭”、“細郭”、“中郭”、“広郭”等已知的種類，“長郭”是「寳」字中的「貝」字長度稍长。 在其他三種類型中，其他字體幾乎相同，但“貝”字很寬，且輪廓幾乎是方形的。
一般認為此時正處於生產過渡期。
在日本钱币界，天保6年(1863年)至次年铸造的硬币被称为“長郭”或“中郭”，天保8至13年的硬币被称为“細郭”，而弘化4年之后的硬币被称为“広郭  。 但也有一种理论认为这与幸存件数与铸造件数的比率不匹配。无论如何，“長郭”是早期，“広郭”是后期的说法已经基本成立。

## 地方私鑄币
天保通宝的价值仅为5〜6枚宽永通宝一文钱，虽然硬币的发行并未被认定为“禁止”，但在地方硬币发行的阴影下，各藩秘密铸造的现象十分猖獗。德川时代末期的伪装。明治时期交换收藏的《天保通宝》有5億8674万枚以上 ，比金座和貨幣司铸造的《天保通宝》的发行量加起来還要超过 1 亿枚。私铸量达2亿枚左右，但无一件被回收。
已知有10多个藩私自鑄造錢幣，其中包括久留米藩、萨摩藩、福冈藩、冈藩、土佐藩、長州藩、會津藩、仙台藩、久保田藩和盛冈藩。另外，水户藩也铸造了天保通宝，但不能將其歸類在私鑄幣的範圍，這是因为它是在得到江户幕府的正式許可後鑄造的。
不只如此，還有來源不明的、被稱為“不知銭（ふちせん）”的天保通寶、可能是來自於無法判斷的其他藩國所鑄的私铸幣、亦或是民间小规模铸造的铸造品等。
在当今的钱币界，存世量較少的私鑄幣在價值上還要遠比官方鑄造的公鑄幣要高得多。

## 試鑄幣
天保通宝的試鑄幣中有一種比實際發行還小一點的當五十貨幣。

## 其他漢字文化圈中的例子
- 清朝时期的中国，除了一文钱外，还发行了當十、當五十、當百等高面值钱币。
- 在以常平通寶一文币为主流通的朝鮮王朝，曾一度发行过百錢币。
- 阮朝时期的越南，除了发行小面额纸币外，还发行了名為嗣徳宝鈔的大面额纸币（且面额种类眾多）。